# Bomba de lòbuls

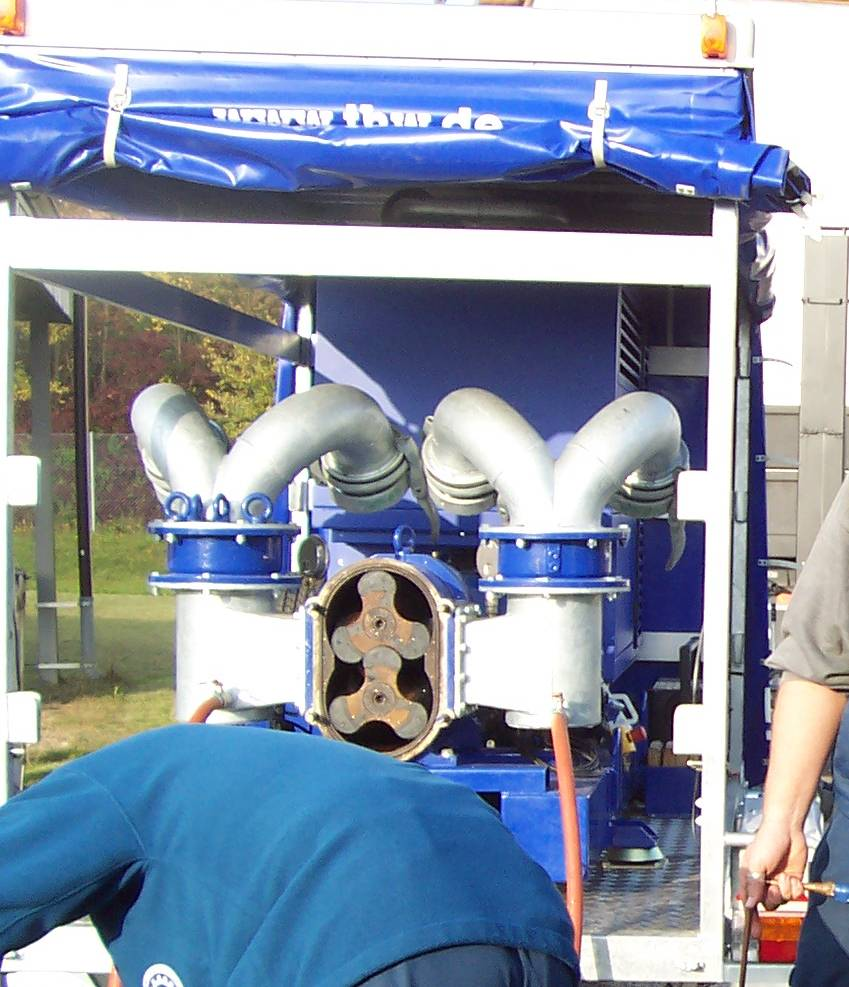
Bomba de lòbuls destinada al transvasament d'aigua bruta o amb fangs. En fan ús les brigades de protecció civil alemanyes del THW. Marca comercial de la bomba: Börger.

Les bombes de lòbul s'utilitzen per impulsar materials en una gran varietat d'indústries productives, de béns de producció, motors...

Secció del cos d'una bomba de dos pistons lobulats. Destinada a impulsar gasos d'admissió de motors de combustió interna

En indústries productives com ara les de polpa de fusta, paper, productes químics, productes alimentaris, begudes, components de fàrmacs i biotecnològics, aquests tipus de bombes són populars, ja que ofereixen unes qualitats sanitàries excel·lents, d'alta eficiència, fiabilitat, resistència a la corrosió i bones característiques de neteja i esterilització en el seu lloc (Termes anglosaxons: Clean in Place i Sterilization In Place amb llurs acrònims CIP/SIP).
Les bombes rotatives poden manipular sòlids (p. ex., cireres i olives), fangs, pastes i una varietat de líquids. Si treballen amb materials humits, ofereixen una autolubricació que millora el rendiment. A baixa velocitat de funcionament proporcionen una suau acció de bombeig que minimitza la degradació de certs productes. També ofereixen fluxos reversibles continus i intermitents i poden funcionar en sec durant breus períodes. El flux és relativament independent dels canvis en la pressió del procés, també, de manera que la producció és relativament constant i contínua.

## Funcionament
El funcionament de les bombes de lòbul són similars a les bombes d'engranatges externs, en les quals el fluid flueix per l'interior de la carcassa. A diferència de les bombes d'engranatges externs, però, els lòbuls no fan contacte entre ells. El contacte entre els lòbuls s'evita amb engranatges externs situats a la caixa de canvis. Els coixinets de suport de l'eix de la bomba es troben a la caixa de canvis i, ja que els rodaments estan fora del líquid bombat, la pressió està limitada per la posició del rodament i la desviació de l'eix. Aquesta bomba és més silenciosa que les d'engranatges a causa d'aquests motius.
1. A mesura que els lòbuls surten de malla -deixen d'encaixar-se entre si-, creen un volum en expansió al costat d'entrada de la bomba. El material a bombar (líquid o gas, que pot incloure petites partícules sòlides) flueix cap a aquesta cavitat. La rotació dels lòbuls més enllà del port d'entrada incorpora volums tancats de material entre els rotors i la carcassa de la bomba.
2. El material viatja per l'interior de la carcassa en aquests volums tancats entre els lòbuls del rotor i la carcassa - no passa entre els lòbuls.
3. Finalment, el mallat dels lòbuls a la part de descàrrega de la bomba evita que el material bombejat torni al costat d'entrada. El bombament continu controla el material bombejat a través del port de sortida. Si el port de descàrrega està restringit, com ara al descarregar un gran volum d'aire al col·lector d'admissió d'un motor, es crea la pressió a l'espai de descàrrega. Una bomba de lòbuls per si sola no comprimeix el material que bomba.
Les bombes de lòbul s'utilitzen amb freqüència en aplicacions alimentàries perquè manegen sòlids sense danyar el producte. La mida de partícula sòlida pot ser molt més gran a les bombes de lòbul que en altres tipus de desplaçament positiu. Atès que els lòbuls no es posen en contacte, i els tancaments no són tan propers com en altres Bombes de desplaçament Positiu, aquest disseny maneja líquids de baixa viscositat amb un rendiment reduït. Les característiques de càrrega no són tan bones com altres dissenys i la capacitat de succió és baixa. Els líquids d'alta viscositat requereixen velocitats reduïdes per assolir un rendiment satisfactori. Les reduccions del 25% de velocitat nominal de gir són comuns quan hom treballa amb líquids d'alta viscositat.

## Variacions del disseny

La cresta dels lòbuls pot tenir inserida una pestanya metàl·lica que hi dona més capacitat a la bomba d'augmentar la pressió de sortida.

Com ja s'ha vist a les animacions anteriors, els pistons poden tenir dos o tres lòbuls.
Els pistons poden ser fabricats de diversos aliatges metàl·lics.
Els pistons poden ser fabricats amb polímers plàstics. Hi ha materials com els vulcanitzats que generen major poder de segellat entre compartiments i un funcionament més silenciós dels pistons. El problema d'aquests vulcanitzats són les restes que generen, inadequades per certs usos com ara alimentaris.
Els pistons poden estar formats per vàries peces, en cas d'estar equipats de pestanyes a la cresta del lòbul, hi ha més contacte entre el pistó i la carcassa. Això fa que n'augmenti la pressió del fluid.
Els pistons poden ser de secció uniforme, o de secció espiral.